# Česká lékárnická komora
Česká lékárnická komora je samosprávná nepolitická stavovská organizace sdružující lékárníky na území České republiky. Byla zřízena zákonem ČNR č. 220/1991 Sb., o České lékařské komoře, České stomatologické komoře a České lékárnické komoře. Ustavující sjezd České lékárnické komory se uskutečnil 28. - 29. září 1991. Česká lékárnická komora je právnická osoba se sídlem v Praze a od roku 2010 využívá zkratku ČLnK.
Členství v Komoře je povinné pro všechny farmaceuty, kteří vykonávají na území České republiky zdravotnické povolání. Zákon Komoře ukládá vést seznam členů, který je veřejně dostupný na stránkách Komory Archivováno 3. 11. 2021 na Wayback Machine..
Hlavním úkolem Komory je dbát, aby její členové vykonávali své povolání odborně, v souladu s jeho etikou a způsobem stanoveným zákony a řády Komory. Dále zaručuje odbornost svých členů, hájí jejich práva a zájmy a chrání jejich profesní čest. Je oprávněna nad nimi vykonávat v souladu se zákonem disciplinární pravomoc. Komora má dále mj. právo se účastnit jednání při tvorbě cen léků, léčivých přípravků a sazebníků ostatních služeb poskytovaných lékárnami. Může stanovovat podmínky k výkonu soukromé praxe svých členů.
Od roku 2007 uděluje Česká lékárnická komora medaili Honori et Merito za významný počin nebo dlouhodobou práci pro rozvoj a přínos oboru. V roce 2016 začala Komora oceňovat své členy Zlatým odznakem ČLnK.
Česká lékárnická komora je vydavatelem Časopisu českých lékárníků.

## Organizační struktura
Základním organizačním článkem Komory jsou okresní (v Praze obvodní) sdružení lékárníků. Na centrální úrovni má komora tyto orgány:
- Sjezd delegátů – nejvyšší orgán Komory, který volí a odvolává Představenstvo, prezidenta a viceprezidenta, Revizní komisi i Čestnou radu.
- Představenstvo komory – řídící a výkonný orgán Komory.
- Čestná rada komory – vykonává disciplinární pravomoc vůči všem členům Komory.
- Revizní komise komory – kontroluje činnost Komory a může pozastavit výkon rozhodnutí orgánů Komory.

Statutárním orgánem vystupujícím jménem komory navenek je prezident ČLnK, kterého zastupuje viceprezident.

## Prezidenti Komory
- 1991–1996 – Jan Horáček
- 1996–2003 – Jindřich Oswald
- 2003–2007 – Lubomír Chudoba
- 2007–2011 – Stanislav Havlíček
- 2011–2019 – Lubomír Chudoba
- od 2019 – Aleš Krebs